# Gigi (banda)
Gigi es una banda de pop-rock de Indonesia dirigido por su fundador, Armand Maulana, y el compositor Dewa Budjana. Formada en marzo de 1994, la banda ha publicado quince álbumes de estudio. El nombre de "Gigi" (dientes) lleva el nombre de los miembros de la risa en la que el grupo había combinado los nombres como "Orang Utan" que casi se decidió que el nombre de la banda se llamaría así.

## Discografía

### Álbumes de estudio
- Angan, 1994
- Dunia, 1995
- 3/4, 1996
- 2 X 2, 1997
- Kilas Balik, 1998
- Baik, 1999
- The Greatest Hits Live, 2000
- Untuk Semua Umur, 2001
- The Best of Gigi, 2002
- Salam Kedelapan, 2003
- Ost. Brownies, 2004
- Raihlah Kemenangan, 2004
- Raihlah Kemenangan (repackage), 2005
- Next Chapter, 2006
- Pintu Sorga, 2006
- Peace, Love 'n Respect, 2007
- Gigi, 2009

## Miembros de la banda

### Los miembros actuales
- Armand Maulana -  voces (1994-presente)
- Dewa Budjana - Guitarra (1994-presente)
- Thomas Ramdhan -  Bajo (1994-1996, 1999-presente)
- Gusti Hendy - batería (2004-presente)

### Exmiembros
- Aria Barón - Guitarra (1994-1995)
- Ronald Fristianto - Batería (1994-1996)
- Opet Alatas - Bajo (1996-1999)
- Budhy Haryono - Batería (1996-2004)

- Datos: Q5261456
- Multimedia: Gigi (musical group) / Q5261456